# توماس زيمرمان
توماس زيمرمان (بالإنجليزية: Thomas Zimmerman)‏ هو كاتب وصحفي ومترجم أمريكي، ولد في 23 يناير 1838 في مقاطعة لبنان في الولايات المتحدة، وتوفي في 13 نوفمبر 1914 في ريدينغ في الولايات المتحدة.